# Torneo Preolímpico Mundial Masculino de Rugby 7 2016
Torneo Preolímpico Mundial Masculino de Rugby 7 2016 es un torneo de rugby 7 que clasificó a un equipo al torneo masculino de rugby 7 en los Juegos Olímpicos de Río de Janeiro 2016. Se disputó el 18 y 19 de junio de 2016 en el Estadio Luis II de Mónaco. España conquistó el torneo tras derrotar en la final a Samoa.

## Equipos
| Competición                  | Fecha                            | Sede                       | Plazas (16) | Equipos clasificados              |
| ---------------------------- | -------------------------------- | -------------------------- | ----------- | --------------------------------- |
| Campeonato Sudamericano      | 5 – 7 de junio de 2015           | Santa Fe ( Argentina)      | 2           | Uruguay Chile                     |
| Campeonato Norteamericano    | 13 – 14 de junio de 2015         | Cary ( Estados Unidos)     | 2           | Canadá México                     |
| Campeonato Europeo           | 6 de junio – 12 de julio de 2015 | Varias                     | 1           | España                            |
| Campeonato Europeo Repechaje | 18 - 19 de julio                 | Lisboa ( Portugal)         | 3           | Alemania Irlanda Rusia            |
| Campeonato Asiático          | 7 – 8 de noviembre de 2015       | Hong Kong ( Hong Kong)     | 3           | Hong Kong Corea del Sur Sri Lanka |
| Campeonato Africano          | 14 – 15 de noviembre de 2015     | Johannesburgo ( Sudáfrica) | 3           | Marruecos Túnez Zimbabue          |
| Campeonato de Oceanía        | 14 – 15 de noviembre de 2015     | Auckland ( Nueva Zelanda)  | 2           | Tonga Samoa                       |

## Resultados

### Fase de grupos

#### Grupo A
| Pos | Equipo   | Victorias | Empates | Derrotas | Puntos |
| --- | -------- | --------- | ------- | -------- | ------ |
| 1   | Irlanda  | 3         | 0       | 0        | 9      |
| 2   | Samoa    | 2         | 0       | 1        | 7      |
| 3   | Zimbabue | 1         | 0       | 2        | 5      |
| 4   | Tonga    | 0         | 0       | 3        | 3      |

#### Grupo B
| Pos | Equipo    | Victorias | Empates | Derrotas | Puntos |
| --- | --------- | --------- | ------- | -------- | ------ |
| 1   | Alemania  | 3         | 0       | 0        | 9      |
| 2   | Canadá    | 2         | 0       | 1        | 7      |
| 3   | Uruguay   | 1         | 0       | 2        | 5      |
| 4   | Sri Lanka | 0         | 0       | 3        | 3      |

#### Grupo C
| Pos | Equipo    | Victorias | Empates | Derrotas | Puntos |
| --- | --------- | --------- | ------- | -------- | ------ |
| 1   | Rusia     | 3         | 0       | 0        | 9      |
| 2   | Chile     | 2         | 0       | 1        | 7      |
| 3   | Marruecos | 1         | 0       | 2        | 5      |
| 4   | Túnez     | 0         | 0       | 3        | 3      |

#### Grupo D
| Pos | Equipo        | Victorias | Empates | Derrotas | Puntos |
| --- | ------------- | --------- | ------- | -------- | ------ |
| 1   | Hong Kong     | 3         | 0       | 0        | 9      |
| 2   | España        | 2         | 0       | 1        | 7      |
| 3   | Corea del Sur | 1         | 0       | 2        | 5      |
| 4   | México        | 0         | 0       | 3        | 3      |

### Copa de Bronce y Shield

#### Cuartos de final
|  | México | vs. | Zimbabue |  |  |

|  | Marruecos | vs. | Sri Lanka |  |  |

|  | Corea del Sur | vs. | Tonga |  |  |

|  | Uruguay | vs. | Túnez |  |  |

### Copa de Oro y Plata

#### Cuartos de final
|  | Irlanda | 7 - 12 | España |  |  |

|  | Rusia | 14 - 12 | Canadá |  |  |

|  | Samoa | 31 - 12 | Hong Kong |  |  |

|  | Alemania | 26 - 0 | Chile |  |  |

#### Semifinales
|  | España | 17 - 12 | Rusia |  |  |

|  | Samoa | 26 - 14 | Alemania |  |  |

#### Final
|  | España | 22 - 19 | Samoa |  |  |